# John Cecil, 5. Earl of Exeter

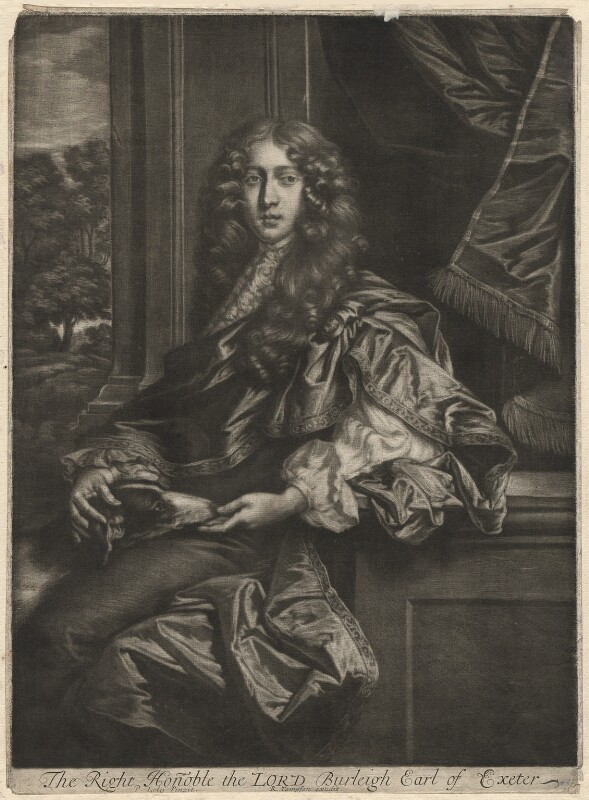
John Cecil, 5. Earl of Exeter, um 1679

John Cecil, 5. Earl of Exeter (* um 1648; † 29. August 1700) war ein englischer Peer und Politiker.

## Leben
Cecil war der einzige Sohn des John Cecil, 4. Earl of Exeter aus dessen Ehe mit Frances Manners, Tochter von John Manners, 8. Earl of Rutland. Er wurde an der Stamford School und dem St John’s College der Universität Cambridge ausgebildet.
1675 wurde er Knight of the Shire für Northamptonshire ins House of Commons gewählt. Als sein Vater am 18. März 1678 starb, folgte er ihm als Earl of Exeter und Baron Burghley nach und stieg dadurch ins House of Lords auf.
Bei der Krönung König Jakob II. übte er 1685 das Amt des Lord High Almoner aus.
Cecil reiste viel. Unter anderem war er 1679, 1681 und 1699 in Italien. In seinem Haus sammelte er Erinnerungsstücke von diesen Reisen.

## Ehen und Nachkommen
Cecil war ab 4. Mai 1670 mit Lady Anne Cavendish, Tochter von William Cavendish, 3. Earl of Devonshire, verheiratet. Sie hatten acht Kinder:
- John Cecil, 6. Earl of Exeter (1674–1721);
- Hon. William Cecil (vor 1682–1715), MP für Stamford 1698–1705;[3]
- Hon. Charles Cecil (um 1683–1726), MP für Stamford 1705–1722;[4]
- Hon. Edward Cecil († 1723);
- Lady Christian Cecil;
- Lady Ann Cecil;
- Lady Frances Cecil († jung);
- Lady Elizabeth Cecil (1687–1708) ⚭ Charles Boyle, 4. Earl of Orrery.